# کارل ورنر

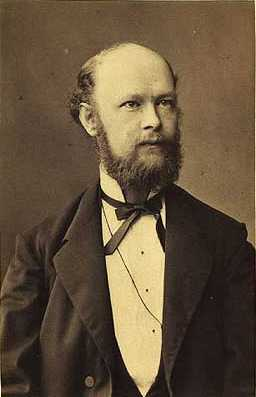
کارل ورنر

کارل ورنر (به انگلیسی: Karl Verner) (زاده ۷ مارس ۱۸۴۶ – درگذشته ۵ نوامبر ۱۸۹۶ میلادی) زبان‌شناسی دانمارکی بود که پژوهش‌هایِ یاکوب گریم را پیگیری کرد. وی که پس از پایانِ تحصیل در دانشگاه کپنهاگ، در دانشگاه هاله-ویتنبرگ در خاورِ آلمان به کتاب‌داری پرداخته بود، با زبانشناسانِ مکتبِ نودستوریان گفتمانِ تنگانگ داشت.
ورنر در سالِ ۱۸۷۵ پژوهش‌هایش در زمینه‌یِ واک‌دار کردنِ همخوان‌هایِ سایشی در برساختنِ تک‌واژها در زبان‌هایِ ژرمنی منتشر کرد و ریشه‌یِ آن‌ها را در زبان نیا-هندواروپایی دانست. این قانون‌مندی «دستورِ ورنر» نام گرفته است.